# Lasson (Calvados)
Lasson – miejscowość i dawna gmina we Francji, w regionie Normandia, w departamencie Calvados. W dniu 1 stycznia 2016 roku z połączenia trzech ówczesnych gmin – Lasson, Rots oraz Secqueville-en-Bessin – powstała nowa gmina. Siedzibą gminy została miejscowość Rots, a nowa gmina przyjęła jej nazwę. W 2013 roku populacja Lasson wynosiła 602 mieszkańców. 